# Говоне, Джузеппе
Джузеппе Говоне (итал. Giuseppe Govone; 19 ноября 1825 — 26 января 1872) — итальянский военный и государственный деятель.

## Биография
Из дворянской семьи. В 1836—1844 годах учился Королевской академии в Турине, по окончании которой поступил на военную службу в чине второго лейтенанта. С 1845 года лейтенант Генерального штаба.
В 1848—1849 годах участвовал в войне с Австрией. В начале 1849 года в чине капитана направлен служить в дивизию генерал-майора Ламармора. В апреле того же года участвовал в подавлении республиканского восстания в Генуе.
С 1849 года военный атташе в Вене и Берлине. Во время  Шлезвиг-Голштинской войны состоял при штабе фельдмаршала Врангеля. 18511853 годах служил в штабе дивизии в Новаре.
С началом Крымской войны поступил волонтёром в турецкую армию. Служил в штабе Омер-паши. Весной 1854 года участвовал в обороне Силистрии. В том же году служит в штабе французского маршала Сент-Арно. Участник знаменитой атаки лёгкой бригады в Балаклавском сражении. В 1855 году, после вступления в войну Сардинского королевства, назначен заместителем начальника штаба в экспедиционном корпусе Ламарморы. Участвовал в сражении на Чёрной речке. После войны, в 1856 году получил чин майора.
В 1856—1859 годах вновь служит в Генеральном штабе. Участвует в подготовке к новой войне с Австрией. Накануне войны, в 1859 году в чине полковника переведён в штаб-квартиру короля и назначен начальником информационной службы.
15 октября 1860 года получил чин генерал-майора и был направлен в Абруцци, а затем Гаэту для борьбы с разбоями. 30 июня 1861 года избран депутатом парламента. В 1862—1864 годах боролся с бандитизмом на Сицилии. В январе 1864 года переизбран депутатом парламента. В 1864—1866 годах служит в штабе дивизии в Перудже.
В марте 1866 году послан в Берлин для заключения союза с Пруссией (сообщения Говоне из Берлина напечатаны Ламарморой в «Un po più di luce» в 1873 году), в последовавшей затем войне с Австрией отличился в битве при Кустоцце.
В 1867 году очередной раз был избран депутатом парламента. Настаивал на уменьшении военного бюджета для улучшения финансов королевства. Став 14 декабря 1869 года военным министром, привёл своё предложение в исполнение. Когда вспыхнула франко-прусская война, был против участия в ней Италии, чем вызвал упрёки генерала Чальдини — главы враждебной Пруссии партии. Эти упрёки так сильно подействовали на Говоне, что он неудачно пытался покончить с собой самоубийства и лишился рассудка. 7 сентября 1870 года отправлен в отставку. Через два года, после долгой и тяжёлой болезни, совершил самоубийство.

## Награды
- Великий офицер ордена Святых Маврикия и Лазаря
- Великий офицер Савойского Военного ордена (6 декабря 1866)
- Кавалер Савойского Военного ордена (1 июля 1856)
- Серебряная медаль «За воинскую доблесть» (март 1849)
- Серебряная медаль «За воинскую доблесть» (27 июля 1848)
- Командор Австрийского ордена Леопольда
- Командор ордена Франца Иосифа (Австрия)
- Кавалер ордена Бани (Великобритания, 1854)
- Крымская медаль (Великобритания)
- Орден Меджидие 5-й степени (Турция, 1854)
- Крымская медаль (Турция)
- Офицер ордена Почётного легиона (Франция, 1855)